# Tiden flyr; när vill du börja
Tiden flyr; när vill du börja är en psalm med text skriven av Johan Olof Wallin.
|  |
|  |

## Publicerad i
- 1819 års psalmbok som nr 172 under rubriken "Bättringens nödvändighet och vådan av dess uppskov".[1]